# Galaci kikötő
A Galaci kikötő Románia legnagyobb folyami kikötője, és a konstancai után a második legnagyobb kikötő az országban. Közigazgatásilag Galac (Galați) része, és a megye, illetve a város gazdaságának meghatározó szereplője. A kikötő működtetője a Dunai Tengeri Kikötők Igazgatósága (románul: Administrația Porturilor Dunǎrii Maritime), melynek székhelye Galacon van, és a brăilai, illetve tulceai kikötőket is üzemeltet.

## Fekvése

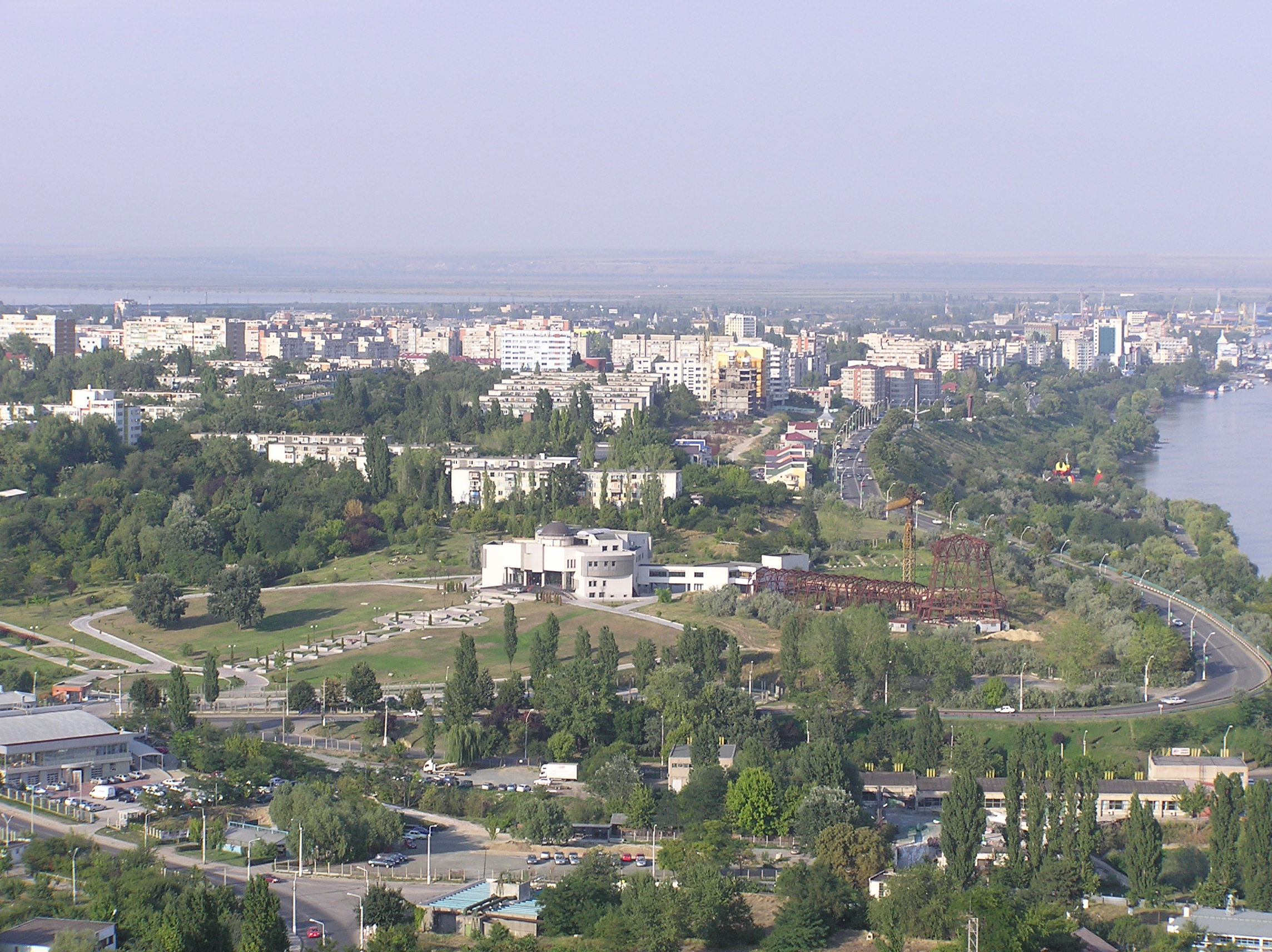
Galac látképe (jobb felső sarokban a kikötővel)

A kikötő jelentős része Galac városának területén, a település központjától keletre, a Duna bal partján, torkolatától pedig kb. 160 km távolságra fekszik. A kikötőtől nem messze keletre ömlik a Prut a Dunába.
A Szeret és a Duna összefolyásától délre, a Duna bal partján található az ércek mozgatására fenntartott kikötőrész, mely az ArcelorMittal Galați kohászati kombinát kiszolgálására jött létre. Ez a rész közigazgatásilag Brăila megyéhez tartozik.

## Összeköttetések
A kikötő közúton és vasúton is megközelíthető. A vasúti összeköttetés a közeli kohászati művek miatt is jelentős, a kikötő területén 12 348 m hosszúságú sín található.
A kikötőt és a Duna túlpartján levő I.C. Brătianu-t kompjárat köti össze.

## Története

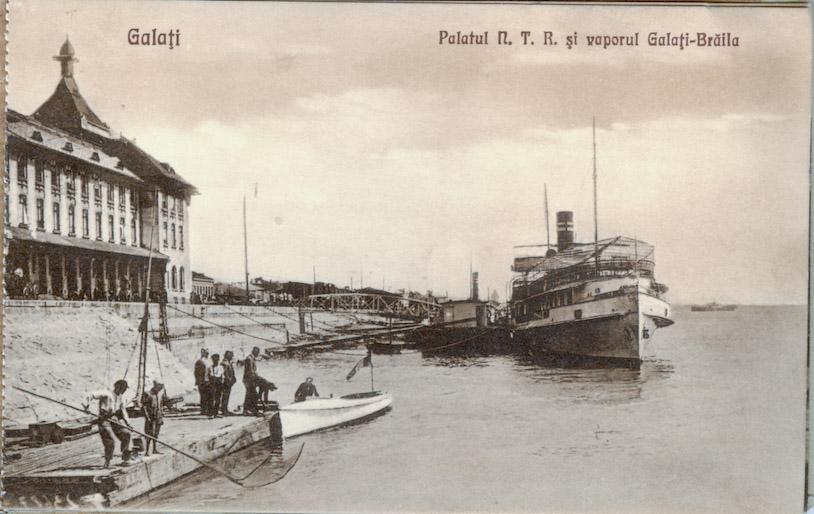
A kikötő 1906-ban. Bal oldalon a kikötőigazgatóság épülete látható

Galac kikötőváros már a középkortól a nemzetközi kereskedelem egyik állomása volt. A Duna és a Szeret folyók találkozásánál fekvő várost több európai kereskedelmi útvonal is érintette, így sokáig a hal- fűrészáru ki- és berakodásának helyszíne volt. A genovaiak is megfordultak a vidéken, és a város 1395 és 1445 között Caladda néven a Genovai Köztársaság egyik kikötője lett. Amikor a törökök 1484-ben elfoglalták Kiliát, Galac maradt a Moldvai fejedelemség egyetlen kikötője, amely nem csak belföldi kereskedelmet folytatott, hanem Lengyelország és a Török Birodalom között is közvetítő szerepe volt. Később a török uralom alá kerülő két román fejedelemség (Moldva és Havasalföld) termelői és kereskedői itt köthették meg üzleteiket. A 18. században a kikötőváros az Oszmán Birodalom egyik jelentős folyami kikötője lett, felépültek az első raktárak és hajókészítő műhelyek, melyek a birodalmi flottát is ellátták. Miután 1829-ben felszámolták a román fejedelemségek fölötti török kereskedelmi monopóliumot, a kikötő és a város jelentős fejlődésnek indult. 1856-1948 között Galac volt az Európai Duna Bizottság központja, és a két világháború között 20 országnak volt a városban diplomáciai képviselete. 1837-ben a létesítmény szabad kikötő rangot kapott. A kommunizmus évei alatt Galac az ország acélgyártásának központja lett, melyben a kikötő jelenléte is meghatározó szerepet játszott. A kohászati kombinát 1963 és 1966 között épült fel, ami a kikötő fejlődését is maga után vonta. Jelenleg Románia első számú folyami kikötőjének számít, mely elsősorban a régió gazdaságának szolgálatában áll.

## Tevékenysége
A galaci létesítmény Románia második legnagyobb kikötőjének számít, és ennek értelmében tevékenységi köre is igen átfogó. Az import- és exportcikkek mozgatása mellett a hajógyártásnak és karbantartásnak is fontos szerepe van. A galaci kohászati kombinát nyersanyagai, illetve az ott gyártottak is a kikötőben kerülnek ki- és behajózásra. Ugyanakkor kisebb mennyiségben a fűrész- és az ömlesztett áru (kőszén, koksz, gabonafélék), illetve a kőolajtermékek is a forgalom részét képezik. A konténerforgalom azonban elenyésző.

### Statisztikák

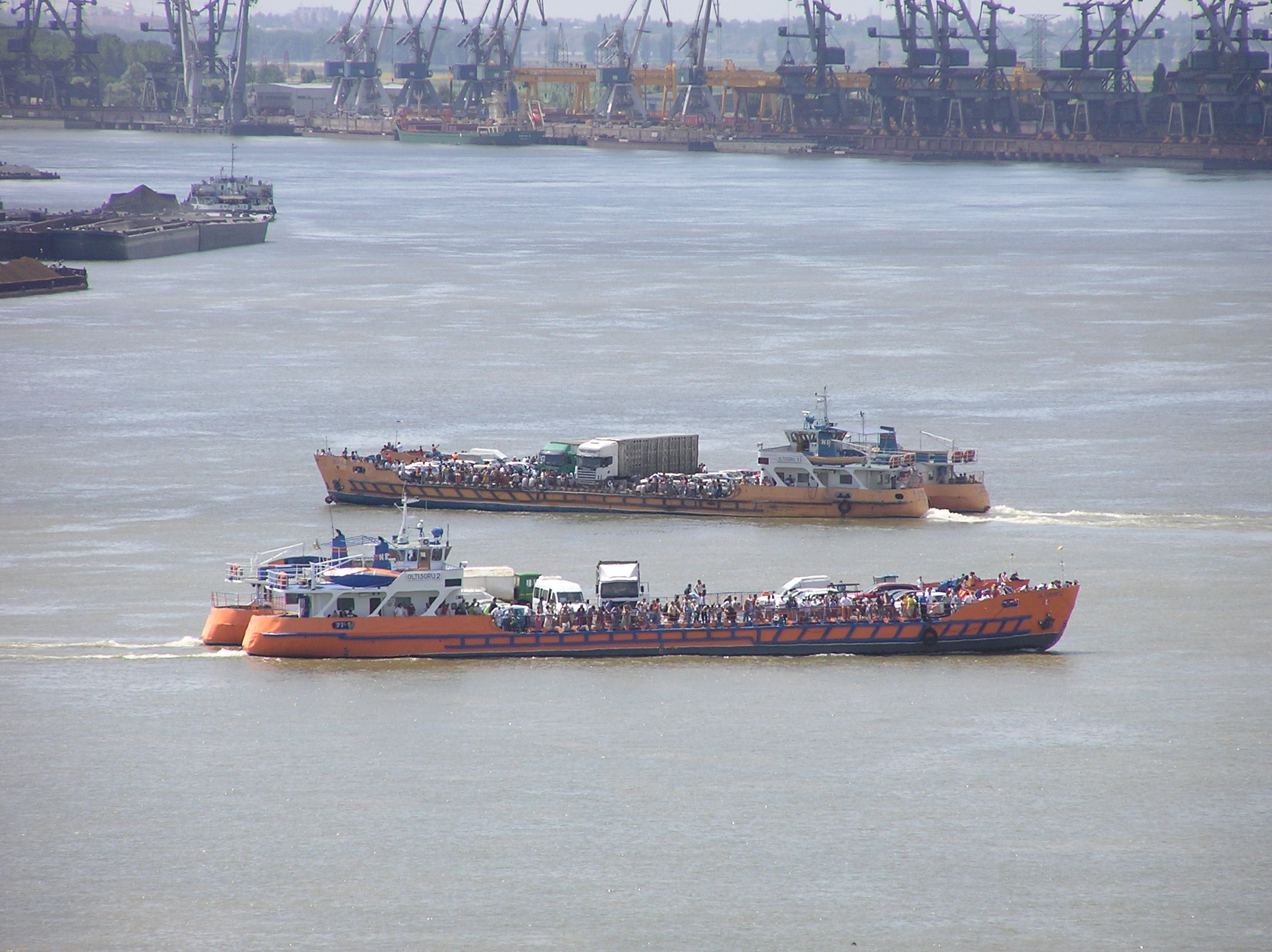
Kompjárat a Dunán

A statisztikai adatok szerint a 2005-ös volt a legforgalmasabb kikötői év, amikor 5264 tengeri és folyami hajón összesen 10 544 000 tonna rakomány fordult meg a létesítmény területén. Ezt csökkenés, majd kisebb növekedés (2007-ben) követte, 2008-tól azonban kisebb-nagyobb időszakos növekedés mellett folyamatos a forgalom csökkenése, ami többek között a 2008-ban kezdődő gazdasági válságnak is betudható. 2012-ben 1725 hajó és 3,98 millió t rakomány fordult meg a galaci kikötőben.
Kikötőforgalmi statisztikák 1991 és 2012 között:
| Kikötői forgalom | Folyami forgalom | Folyami forgalom | Tengeri forgalom | Tengeri forgalom | Összesen   | Összesen    |
| Év               | 1000 tonna       | Hajók száma      | 1000 tonna       | Hajók száma      | 1000 tonna | Hajók száma |
| 1991             | 4182             | 2075             | 1051             | 311              | 5233       | 2386        |
| 1992             | 3227             | 1775             | 829              | 371              | 4056       | 2146        |
| 1993             | 5125             | 2580             | 875              | 354              | 6000       | 2934        |
| 1994             | 5865             | 2929             | 1018             | 416              | 6883       | 3345        |
| 1995             | 5995             | 2545             | 942              | 416              | 6937       | 2961        |
| 1996             | 6351             | 3177             | 800              | 359              | 7151       | 3536        |
| 1997             | 8034             | 4096             | 769              | 352              | 8803       | 4448        |
| 1998             | 8716             | 4581             | 796              | 350              | 9512       | 4931        |
| 1999             | 7859             | 4373             | 910              | 369              | 8769       | 4742        |
| 2000             | 6860             | 3906             | 1191             | 519              | 8051       | 4425        |
| 2001             | 5987             | 3196             | 893              | 390              | 6880       | 3586        |
| 2002             | 7316             | 3518             | 1178             | 509              | 8494       | 4027        |
| 2003             | 7553             | 4036             | 1419             | 612              | 8972       | 4648        |
| 2004             | 8342             | 4141             | 1189             | 554              | 9531       | 4695        |
| 2005             | 9380             | 4722             | 1164             | 542              | 10 544     | 5264        |
| 2006             | 8529             | 4587             | 1162             | 470              | 9691       | 5057        |
| 2007             | 8430             | 4614             | 1629             | 548              | 10 059     | 5162        |
| 2008             | 7096             | 3739             | 1775             | 586              | 8871       | 4325        |
| 2009             | 2964             | 1737             | 1802             | 482              | 4766       | 2219        |
| 2010             | 4588             | 2429             | 1764             | 454              | 6352       | 2883        |
| 2011             | 3540             | 1945             | 1595             | 469              | 5135       | 2414        |
| 2012             | 2672             | 1338             | 1317             | 387              | 3989       | 1725        |

## Alegységek
A kikötőnek több alegysége van, melyek többnyire egy adott iparágat látnak el. Az egyes részlegeket külön vállalatok működtetik. A kikötőigazgatóság épülete Galac történelmi központjától délkeletre, a régi kikötő területén található, ahol jelenleg személyszállító hajók és a kikötői hatóságok hajói kötnek ki.

### Dokkok
A város keleti részén található, külső része a Duna partján, belső rakpartjai pedig a belsőmedence mentén terül el. A 169 331 m² kiterjedésű részlegen többnyire ömlesztett rakományt, csomagolt árut, ipari berendezéseket, élelmiszerárut rakódnak le. A rakományok tárolására 67 137 m² szabadtéri és 17 940 m² beltéri tárolóhely áll rendelkezésre. A dokk-kikötő területén 2619 m vasúti sín található, és a részleg egy saját mozdonnyal is rendelkezik.

### Új medence
Az új medence a dokk-kikötőtől keletre, a hajógyár szomszédságában fekszik. A 334 464,470 m² alapterületű kikötőrészből 73 967 m² a kikötő melletti Galaci Szabad Övezetben (Zona Liberă Galați) részét képezi, mely befektetőknek kínál bérelhető területeket. Az új medence rakpartjain összesen 6474 m vasúti sín segíti az áruszállítást. A kikötőrészben legfeljebb 15 000 DWT holtsúlyú hajók köthetnek ki: közvetlenül a Duna mellett 8, egyenként 110 m hosszú kikötőhely (amiből 3 a Szabad Övezetben), a medence belső partjain pedig 2, egyenként 105 m hosszúságú kikötőhely található. Az új medence dokkjain vasipari termékeket, ömlesztett árut (szén, koksz, ércek, építőanyagok), fűrészárut, általános árut, ipari berendezéseket és élelmiszerárut rakódnak ki, illetve hajóznak be. Ezeknek egy 131105 m² területű szabadtéri és egy 46 303 m² fedett raktárrészleg van fenntartva.

### Érckikötő

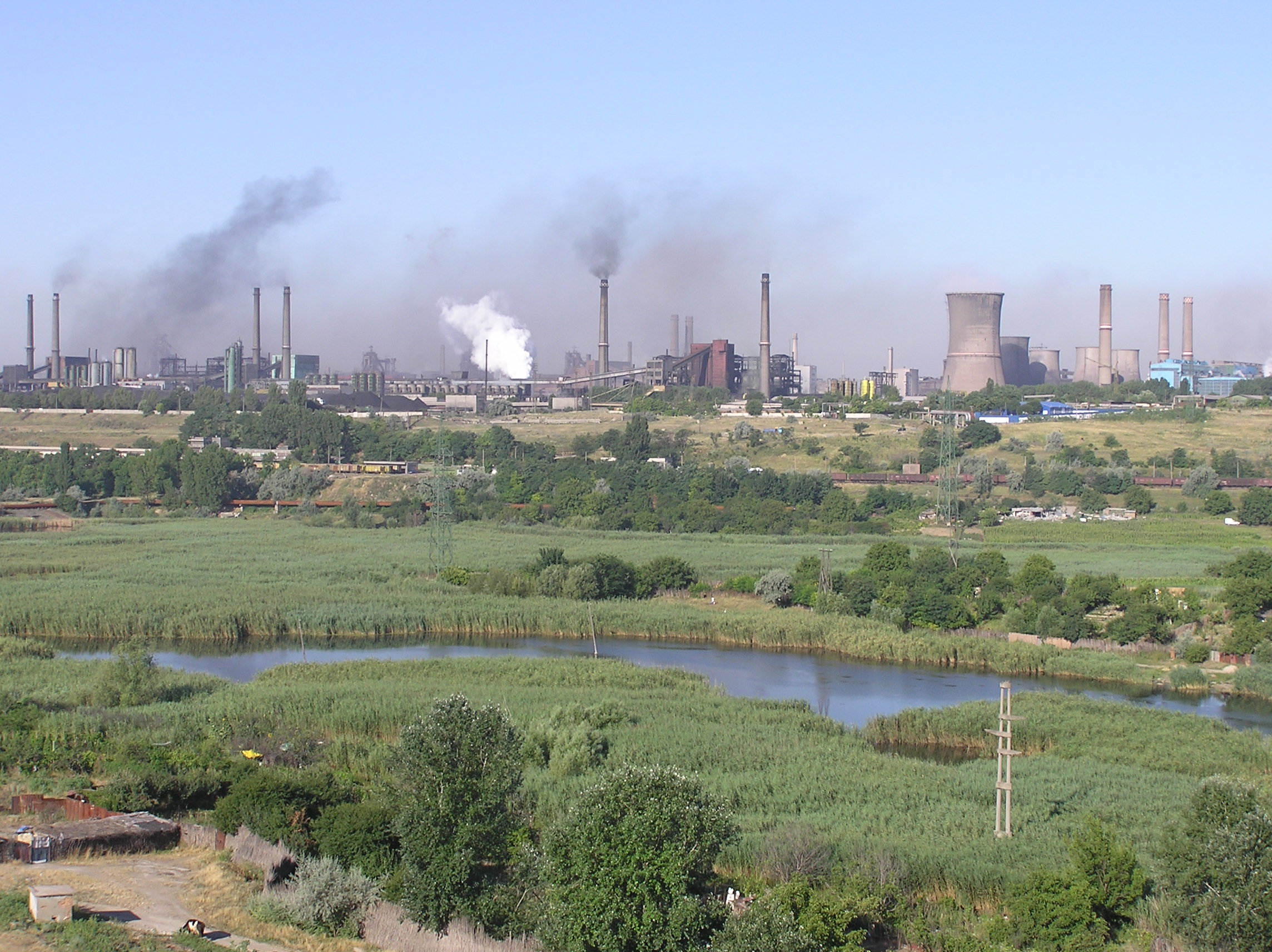
A galaci kohászati kombinát, a kikötő egyik legjelentősebb ügyfele

A kikötő egyik meghatározó alegysége az érckikötő, mely közvetlen összeköttetésben áll a galaci kohászati kombináttal, amely itt bonyolítja le a vízi úton érkező és elszállított nyersanyagok, illetve termékek behajózását, kirakódását. A kikötőrész a Duna és a Szeret folyó találkozásánál, Galactól délre fekszik. Az érckikötőben 16 kikötőhely, 16380 m² rakodóterület és 41 565 m² raktárterület áll a különböző rakományok (szén, mészkő, ércek, vasipari termékek) rendelkezésére.

### Galaci hajógyár

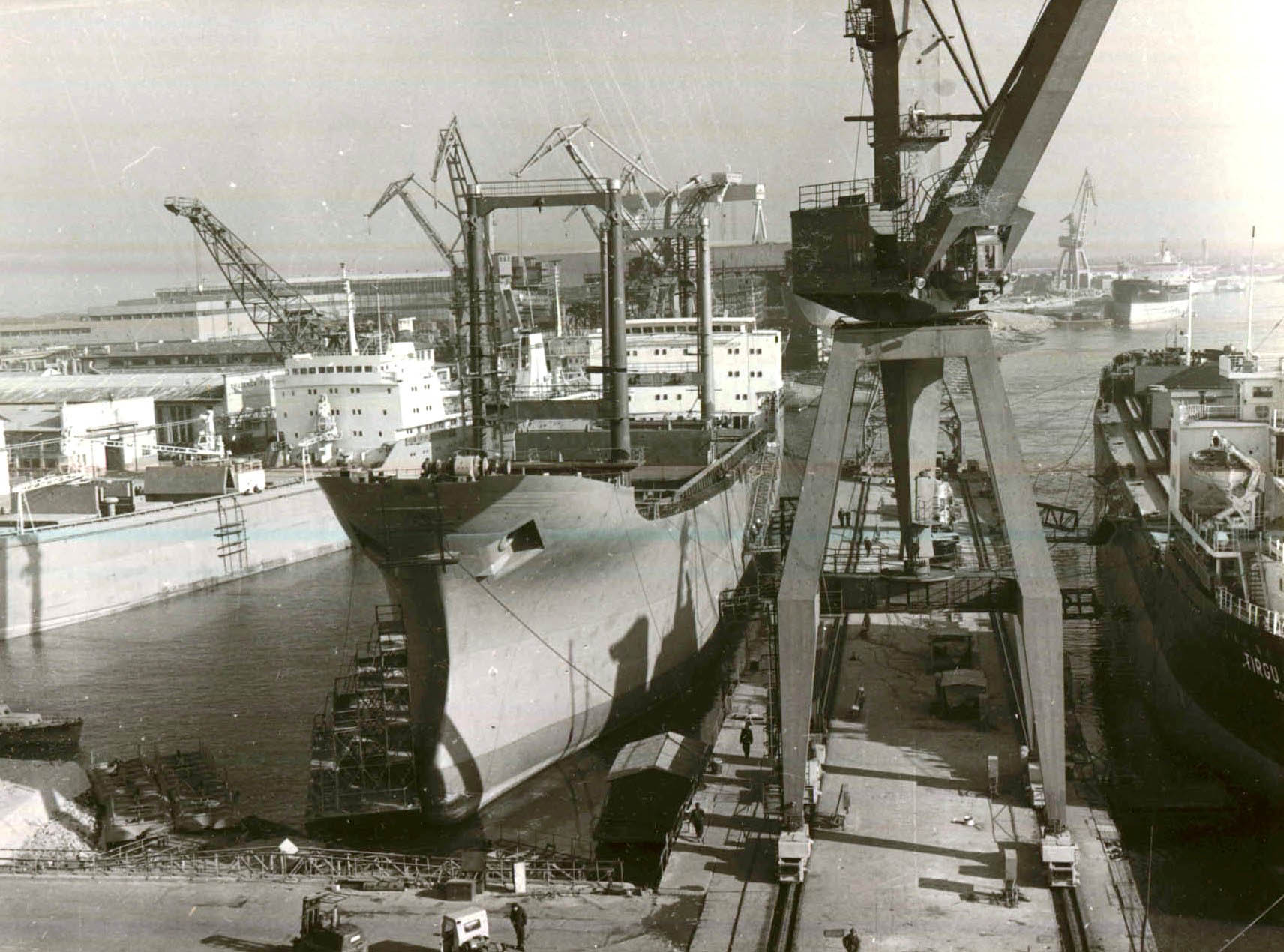
A hajógyár 1978-ban

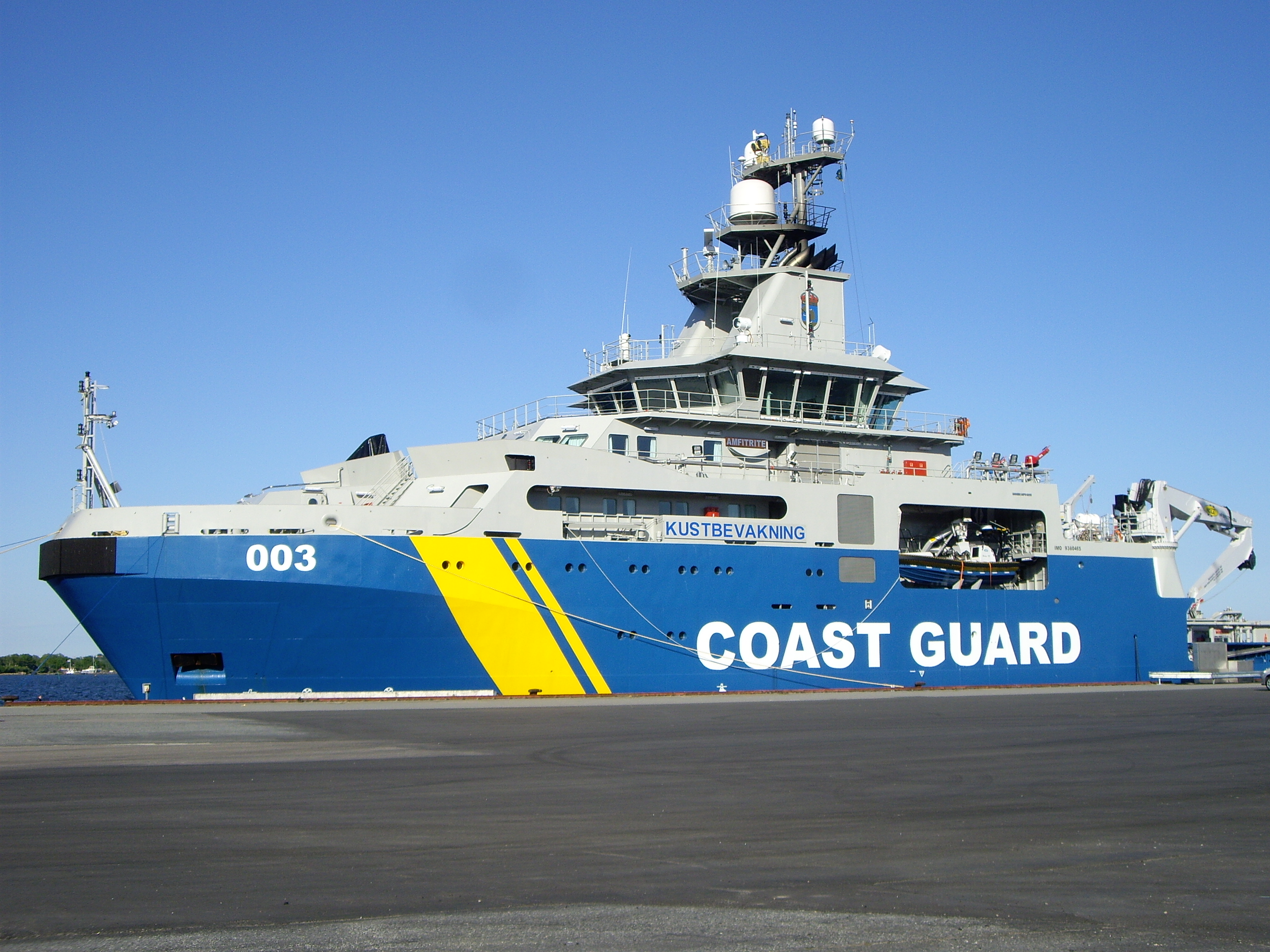
A Svéd Parti Őrség egyik hajója, melyet a galaci hajógyárban készítettek

A hajógyártás mindig is fontos ágazata volt a kikötő gazdaságának. A kikötővárosban már a középkortól készítenek hajókat kisebb-nagyobb műhelyekben. A 19. században végül a kis műhelyeket végül felváltotta egy új hajógyár, melyet 1893-ban alapítottak Şantierul Naval Fernic Galați néven. A tengeri szállítóeszközök építése egyre jelentősebb lett az évek során, és a Tengerészeti Tervezőintézet is áttette székhelyét Bukarestből Galacra. Az 1970-es évek végén a hajógyár 477 vízi járművet épített (uszályok, tartályhajók, vontató- és halászhajók). 1975 után készültek el a gyár legnagyobb technológiai megvalósításai, köztük a hét tengeri fúrótorony is, melyek mai napig is működésben vannak.
1994-ben a holland Damen Shipyards Group együttműködési szerződést kötött a hajógyárral, melyet teherhajók hajótestének elkészítésével bíztak meg. A sikeres együttműködés eredményeképpen 1999-ben a galaci létesítmény a Damen Group részévé vált, és modern hajógyárrá alakult. A gyár négy részlegén különböző nagyságú és típusú hajót készítenek, melyek akár a 60 000 DWT holtsúlyt is elérhetik. 2012-ben a hajógyárnak 1994 alkalmazottja volt, és 72 800 000 euro forgalmat bonyolított le. Az 1999-es átalakulástól 2012-ig 285 hajó készült a gyárban (92 áruszállító, 152 vontató- és rakodóhajó, uszály, ponton, illetve 41 egyéb típusú hajó).

### Kőolaj terminál
Az új medence mellett elhelyezkedő, mintegy 50 000 m² kiterjedésű kőolaj terminál a különböző kőolajtermékek kirakodását, ülepítését, átrakodását és tárolását végzi. A terminálból olajszállító teherautókra, vasúti tartályvagonokra, tartályhajókra és uszályokra kerül az ide érkező áru.

## Balesetek

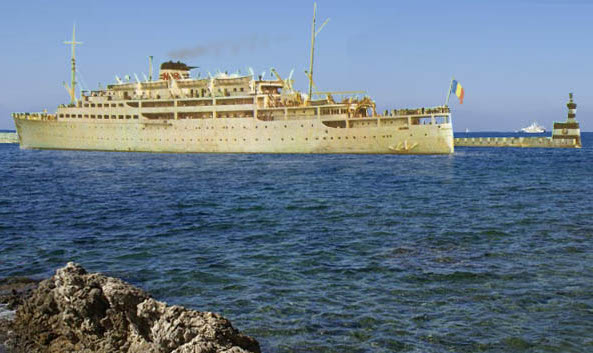
A Transilvania 1967-ben a konstancai kikötőben

- 1971. január 10-én a panamai lobogó alatt, de egy görög vállalat megbízásából a kikötőbe érkező Vrachos szállítóhajó éppen nitrátot rakodott be, amikor tűz ütött ki a fedélzeten. Fennállt a veszélye, hogy a hajó és a rakománya felrobbanhat, ami további robbanások láncolatához vezet majd. Éppen ezért a kikötő közelében lakók egy részét kiköltöztették. A hatóságoknak azonban egy nap alatt sikerült a veszélyt elhárítaniuk, miután a hajót Tulcea irányába vontatták a Dunán, majd a lakott területektől biztos távolságban eloltották a lángokat.[26]
- A Transilvania motoros hajót 1938-ban építette a dán Burmeister & Wain hajógyár. A Fekete- és Földközi-tengeren közlekedő sétahajó 1979 márciusában Galacra érkezett, hogy nagyobb javításokat végezzenek rajta. Ugyanazon év szeptember 9-én a vízszint csökkenése miatt elszakadtak kötelei és a vízbe fordult, majd elsüllyedt. Egy részét már 1983-ban, a többit pedig 2009 és 2010 között emelték ki a vízből.[27]
- 1989. szeptember 10-én történt a román folyami hajózás történetének legnagyobb tragédiája, amikor egy, a kikötőből Grinduba induló személyszállító hajó összeütközött egy bolgár uszállyal. A Mogoşoaia kapitányának már nem volt ideje kitérni az ütközés elől, a hajó oldalára borult, és az uszály átgázolt rajta. A személyszállító hajó percek alatt elsüllyedt, a fedélzeten tartózkodó több mint 200 ember és a 9 fős legénység odaveszett, és csak 16 személy élte túl a balesetet.[28][29][30]
- 1990 nyarán az aszály miatt ingadozott a Duna szintje, ezért a Slatina legénységének ki kellett volna engednie a kikötött hajó köteleit, hogy az ne dőljön meg. Mivel a legénység ezt elmulasztotta, augusztus 14-én az 1973-as galaci gyártású hajó jobb oldalára dőlt és elsüllyedt. A dunai hajózásra veszélyt jelentő roncsokat 2013-ban emelték ki a folyómederből.[31][32]
- 1998. augusztus 23-án az alacsony vízszint és az erős szél miatt felborult, majd elmerült a legénység és rakomány nélkül kikötött Oradea tolóhajó.[33] A hajózást veszélyeztető roncsot még azon év szeptemberében kiemelték a kikötőmederből.[34]
- 2013. június 22-én egy bitumennel teli máltai tartályhajó fordulási manővert hajtott végre, amikor nekiütközött, és elsodort egy, a part mellett horgonyzó pontont, illetve egy hajót. A balesetben csak anyagi kár keletkezett.[35][36]

## Környezetszennyezés
A kikötői tevékenység okozta szennyeződések kezelésére a kikötőigazgatóság 2013-ban két többfunkciós tisztító hajót helyezett üzembe: egyik Tulcea, a másik pedig Galac kikötőjét tisztítja meg a szennyeződésektől. 
Másik mellékhatása a létesítmény működésének a zajszennyezés, mely főleg az új dokkok és a hajógyár, illetve az acélgyári rakpart területén érezhető. Ezeken a kikötőrészeken akár 70 dB(A) is lehet a hangerősség.